# Carabus hispanus
Il carabo spagnolo (Carabus hispanus (Fabricius, 1787)) è un coleottero della famiglia Carabidae. Questa specie è diffusa solo in una piccola parte della Francia.
Le specie di coleottero hanno una tendenza naturale a formare ibridi con specie affini. A causa dei suoi colori metallici colorati, il coleottero è quindi incrociato dagli allevatori con altri coleotteri colorati, per ottenere nuove opzioni di colore.

## Descrizione
Carabus hispanus mostra la tipica forma delle altre specie del genere Carabus. Raggiunge una lunghezza dai 23 a 34 millimetri. La testa e l'apparato boccale sono allungati in avanti. Le forti mascelle superiori sono piegate verso l'interno e presentano sul bordo interno nel mezzo un dente smussato. I pulsanti delle labbra sono tripartiti. I membri terminali dei pulsanti di pino posteriore e il pulsante dell'abbro sono notevolmente allargati verso la parte anteriore e appiattiti. Le antenne sono filiformi e a undici membri, gli ultimi sette arti sono finemente pelosi. Sono deviati dietro la base della mascella superiore e davanti agli occhi composti.

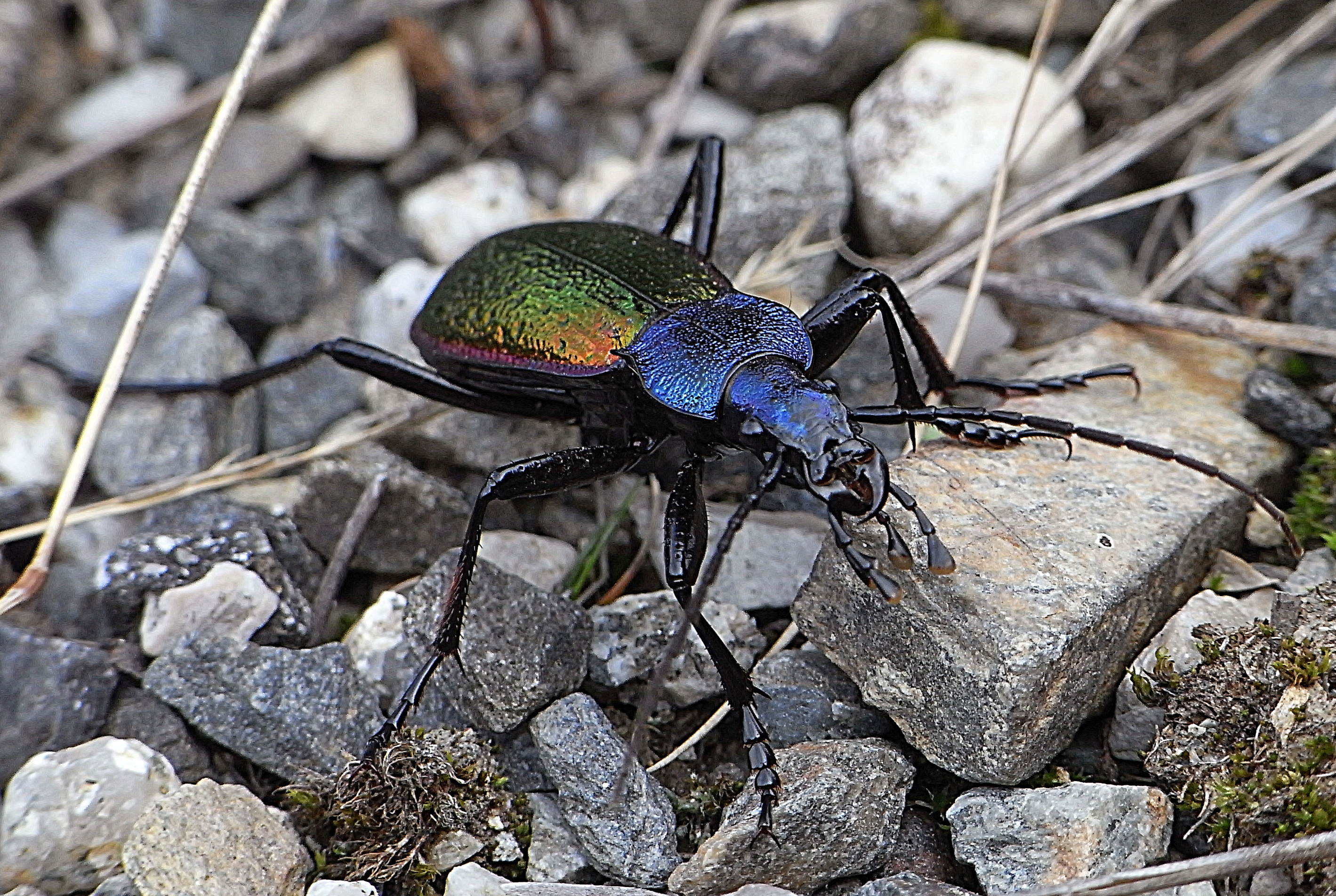
Esemplare maschio

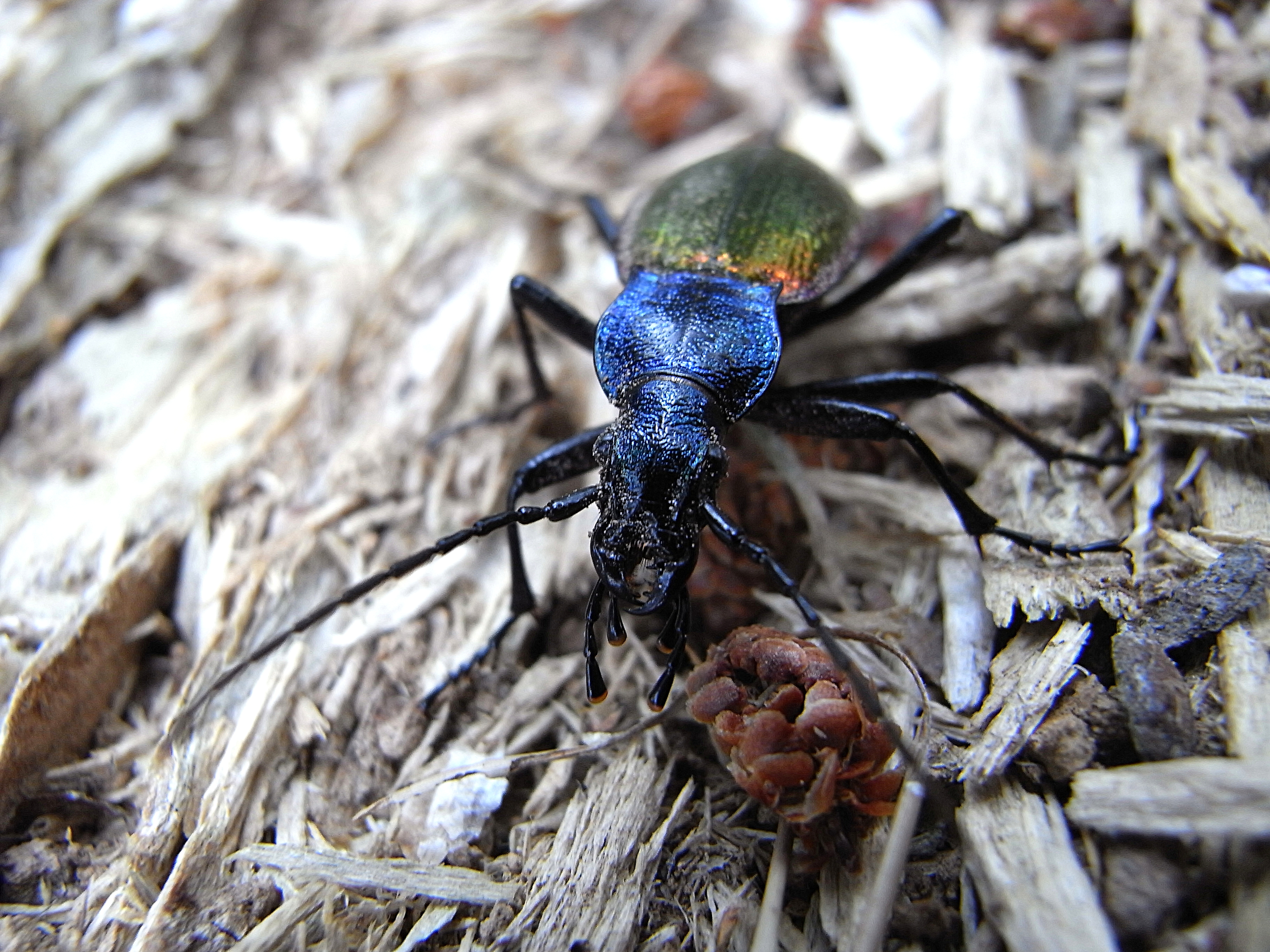
Esemplare femmina

Il pronoto è più largo della testa e più stretto delle elitre. Si allarga nel primo terzo ed è leggermente ristretto nel secondo terzo. Come la testa, è di un blu metallico raggiante e rugoso leggermente confuso.
Le elitre sono ovali allungate, leggermente arcuate e appiattite di fronte al bordo esterno a forma di scanalatura. Le chiglie longitudinali sono solo accennate e coperte dalle rughe piatte grossolane. Le elitre sono d'oro con sfumature rosse e verdastre a seconda della luce, i bordi sono viola a porpora. La rotazione dei colori con un'adeguata incidenza di luce, che è conosciuta da alcune farfalle, è rara nei coleotteri. Nel chrysocarabus, il colore è dovuto allo spessore dell'esocuzione trasparente, al suo indice di rifrazione e alla capacità dell'endocuticula di assorbire la luce. Questa potrebbe essere la spiegazione del perché sono descritte molte variazioni di colore.

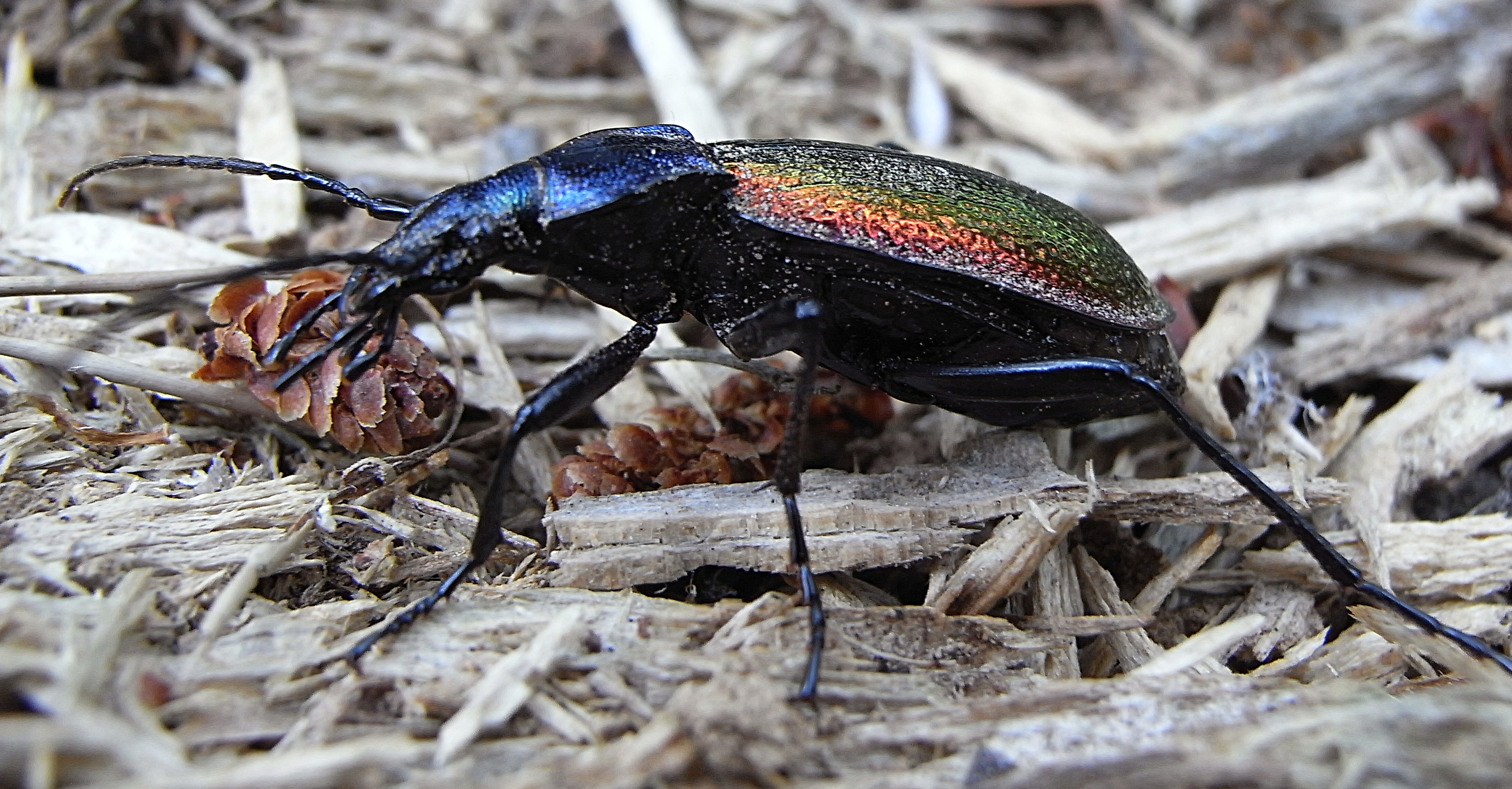
Vista laterale

Il lato inferiore è nero-marrone. Le zampe sono concepite come zampe tipiche, con arti e artigli forti. I fianchi posteriori sono piegati all'indietro e sporgono oltre il bordo posteriore del primo segmento addominale visibile. I tarso ha cinque membri. Nei maschi, sono allargati per garantire una presa migliore nella posizione di copulazione.

## Distribuzione e habitat
Nonostante il nome la specie si trova solo nel sud-ovest della Francia, a Nord fino al massiccio centrale. Nelle fresche foreste con vegetazione di castagni e pini, questo coleottero non è raro sulle pendici esposte a nord. Può essere trovato ad altezze fino a 1200 mt ed emerge in momenti diversi a seconda dell'altitudine. A 700 m di altitudine ci sono coleotteri attivi tra la fine di aprile e la metà di settembre. Il coleottero preferisce pendii più ripidi; dove queste si trasformano in dolci colline, la specie viene sempre più sostituita da altre specie di coleotteri. Nelle valli, il coleottero si trova spesso solo su un lato di essa.

## Biologia
Le larve e gli insetti adulti sono predatori. Sono perenni in letargo si svolge su terreno calcareo con Pinus sylvestris sotto le pietre o sotto la corteccia attraverso la frangitura di alberi morti. Su terreni di ardesia con castagno, l'animale va in letargo sotto spessi cuscini di muschio in caverne rivestite di humus, o anche raramente in piccole colonie nei tumuli che si formano attorno a vecchi ceppi d'albero.

## Tassonomia
C. hispanus si verifica in diverse sottospecie. C. hispanus hispanus è la più diffusa. Probabilmente è un incrocio tra C. hispanus latissimus. Fenotipicamente si trova tra queste due sottospecie ed è meno coerente di loro.